# Micheldorf, Trg
Micheldorf je naselje v Občini Trg v Okraju Trg na Koroškem v Avstriji.